# Hogan's Romance Upset
Hogan's Romance Upset er en amerikansk stumfilm fra 1915 af Charles Avery.

## Medvirkende
- Charles Murray som Hogan.
- Bobby Dunn som Weary Willie.
- Billie Brockwell.
- Josef Swickard.